# Live Cream Volume II
Live Cream Volume II — альбом-компиляция живых исполнений группы Cream, выпущен в 1972 г. Состоит из 6 композиций, записанных в 1968 году.

## Список композиций
Сторона один
1. «Deserted Cities of the Heart» (Брюс/Браун) — 4.32
2. «White Room» (Брюс/Браун) — 5.39
3. «Politician» (Брюс/Браун) — 5.05
4. «Tales of Brave Ulysses» (Клэптон/Шарп) — 4.45

Сторона два
1. «Sunshine of Your Love» (Брюс/Браун/Клэптон) — 7.24
2. «Steppin' Out» (Брекен) — 13.38 (на первых изданиях ошибочно названа как «Hideaway» Фредди Кинга и Сонни Томпсона)

- Трек 5 записан 9 марта 1968г., 4 и 6 записаны 10 марта 1968г. в Винтерленде, Сан-Франциско.
- Треки 1, 2 и 3 записаны 4 октября 1968 в Окленде, Калифорния.

## Участники записи
- Эрик Клэптон — гитара, вокал
- Джек Брюс — вокал, бас-гитара, губная гармоника
- Джинджер Бейкер — барабаны, перкуссия, вокал
- Звукорежиссёры: Том Дауд & Bill Halverson.
- Ангажемент: With the Robert Stigwood Organization.LTD.
- Дизайн: Stanislaw Zagorski.
- Фото: Jim Marshall.